# Kyopoolu
Kyopoolu, kiopoolu (bułg. кьопоолу od tur. köpoğlu) – w kuchni bułgarskiej krem warzywny, popularny także w gastronomii tureckiej. Jest typową przystawką z bakłażana spożywaną jako pasta do pieczywa, przyprawa do dań głównych albo osobna przekąskowa sałatka (wł. antipasto, primo piatto).   
Kiopoolu składa się z pieczonych bakłażanów i czosnku, jednak w wersjach regionalnych może zawierać różnorodne dodatki, np. pieczoną paprykę, pomidory, cebulę, ostrą paprykę chili, liście laurowe czy pietruszkę.
Krem można spożywać przede wszystkim jako smarowidło do pieczywa (chleba) lub krakersów. Może też stanowić przyprawę do prażonych dań mięsnych (z grilla) albo osobną sałatkę. Najczęściej sporządzany jest indywidualnie w warunkach domowych, w okresie późnego lata lub jesieni, do konserwowego przechowywania w słoikach, a następnie konsumowany przez cały rok.